# Hjulspindel

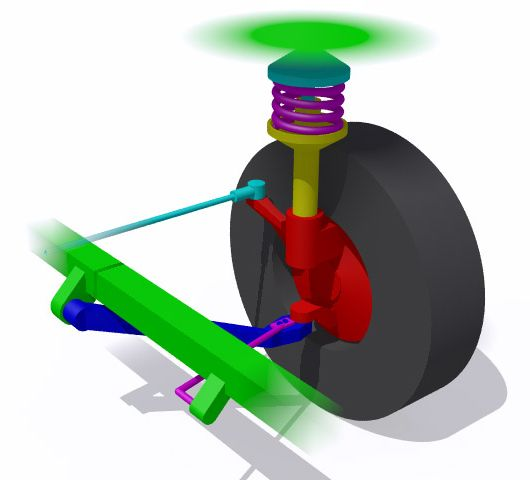
Hjulspindeln i röd färg

Hjulspindeln är inom bilindustrin en del av hjulupphängningen. Där fungerar den som en infästningsdel för hjulets lagring samt länkarmar.

## Konstruktion
Hjulspindeln består av en axel på vilket navet är lagrat samt ett antal fästpunkter för länkarmarna, styrleder och krängningshämmare.